# 広川町 (和歌山県)

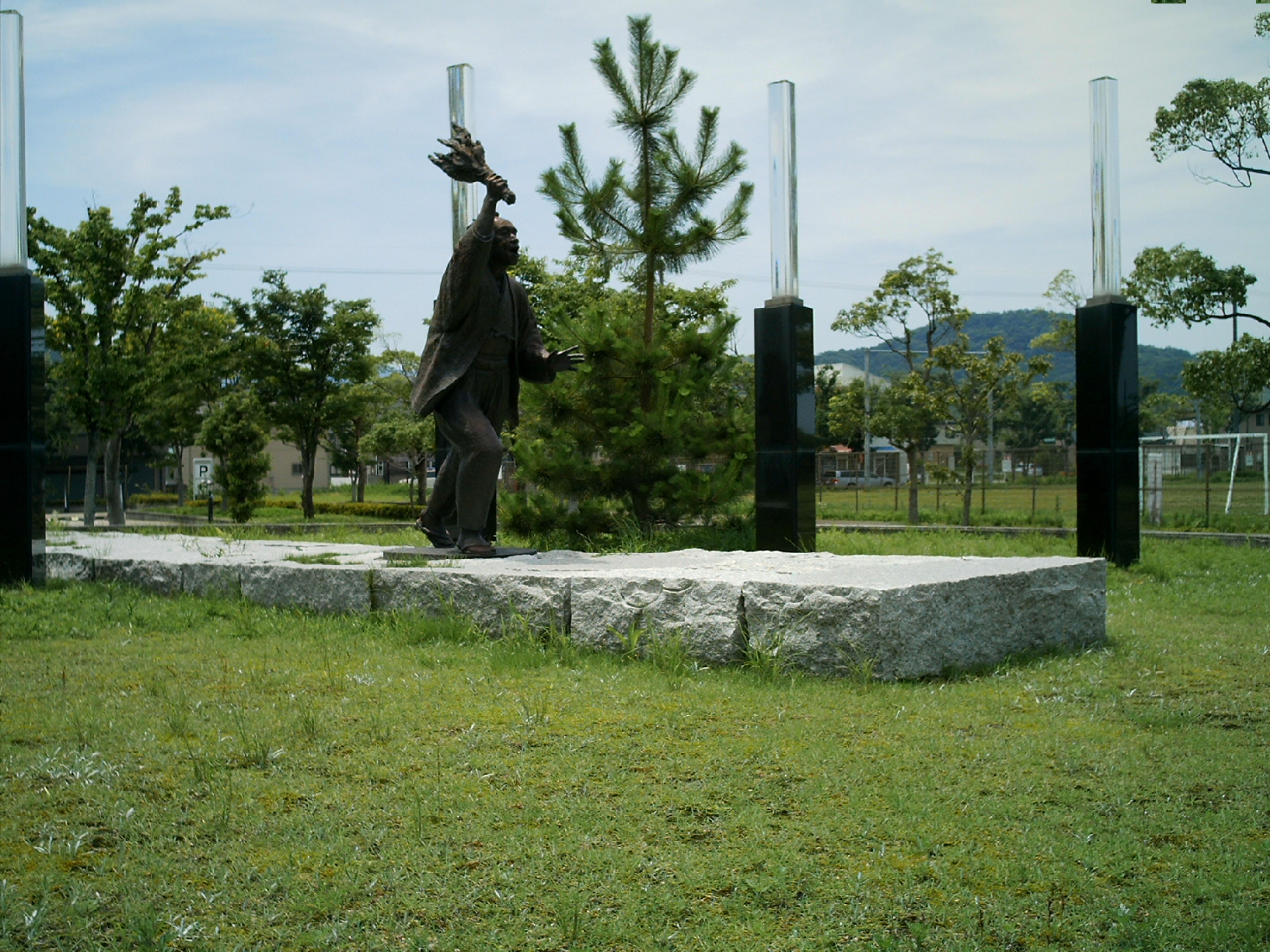
広川町役場前にある濱口梧陵の銅像

広川町（ひろがわちょう）は、和歌山県の中央北寄りに位置し、有田郡に属する町。紀中地域（有田圏域）に属する。
町中央を広川が流れ紀伊水道に注いでいる。気候は黒潮暖流の影響を受けて温暖なため快適で、雨の多い太平洋側の表日本の中では比較的降水量の少ない地域となっている。
1854年（安政元年）の安政南海地震によって発生した津波が町に襲来した際に、濱口梧陵が稲藁に火を着けて津波の襲来を村人に知らせて避難を誘導した逸話「稲むらの火」が有名である。
なお、今後発生が予測される南海トラフ巨大地震の際には、町内に最大8mの津波が到達することが予想されている。

## 地理
- 山：白馬山脈
- 河川：広川

### 隣接している自治体
- 有田郡
  - 湯浅町
  - 有田川町
- 日高郡
  - 由良町
  - 日高町
  - 日高川町

このうち、特に湯浅町とは市街地が連続しており、2015年（平成27年）の湯浅町役場移転前は、両町の役場間の距離は1km程度（徒歩20分程度）であった。

### 人口
平成27年国勢調査より前回調査からの人口増減をみると、6.39%減の7,224人であり、増減率は県内30市町村中15位。人口密度は110.58人/km2であり、県内30市町村中17位。
| |                                        |  |
| 広川町と全国の年齢別人口分布（2005年） | 広川町の年齢・男女別人口分布（2005年） |  |
| ■紫色 ― 広川町 ■緑色 ― 日本全国 | ■青色 ― 男性 ■赤色 ― 女性              |  |
| 広川町（に相当する地域）の人口の推移 \| 1970年（昭和45年） \| 8,920人 \| \| \| 1975年（昭和50年） \| 8,988人 \| \| \| 1980年（昭和55年） \| 9,178人 \| \| \| 1985年（昭和60年） \| 9,003人 \| \| \| 1990年（平成2年） \| 8,809人 \| \| \| 1995年（平成7年） \| 8,735人 \| \| \| 2000年（平成12年） \| 8,361人 \| \| \| 2005年（平成17年） \| 8,071人 \| \| \| 2010年（平成22年） \| 7,714人 \| \| \| 2015年（平成27年） \| 7,224人 \| \| \| 2020年（令和2年） \| 6,781人 \| \| |                                        |  |
| 総務省統計局 国勢調査より |                                        |  |
| 1970年（昭和45年） | 8,920人                                |  |
| 1975年（昭和50年） | 8,988人                                |  |
| 1980年（昭和55年） | 9,178人                                |  |
| 1985年（昭和60年） | 9,003人                                |  |
| 1990年（平成2年） | 8,809人                                |  |
| 1995年（平成7年） | 8,735人                                |  |
| 2000年（平成12年） | 8,361人                                |  |
| 2005年（平成17年） | 8,071人                                |  |
| 2010年（平成22年） | 7,714人                                |  |
| 2015年（平成27年） | 7,224人                                |  |
| 2020年（令和2年） | 6,781人                                |  |

## 歴史
歴史は古く鷹島遺跡の縄文前期から始まり、その後文献によると広川町全域は、広庄と呼ばれ、古代末期から中世初期にかけて熊野路往還の地として賑わった文化融合の地である。
2018年5月24日には、「百世の安堵（あんど）」～津波と復興の記憶が生きる広川の防災遺産～ のストーリーが、文化庁により日本遺産に認定された。防災遺産に関するストーリーが日本遺産に認定されたのは、全国初である。
- 1950年（昭和25年）10月1日 - 広村が町制施行して広町となる。
- 1955年（昭和30年）4月1日 - 広町・南広村・津木村が合併して広川町（ひろかわちょう）が発足。
- 1996年（平成8年）4月1日 - 広川町（ひろかわちょう）が改称して広川町（ひろがわちょう）となる。

## 政治

### 行政
- 町長：不在

### 議会
定数:10(そのうち1人が女性で、議員の10％が女性。)

### 地区
広地区
- 広、和田

南広地区
- 山本、西広、唐尾、名島、東中、殿、南金屋、上中野、柳瀬、井関、河瀬

津木地区
- 前田、下津木、上津木

## 経済

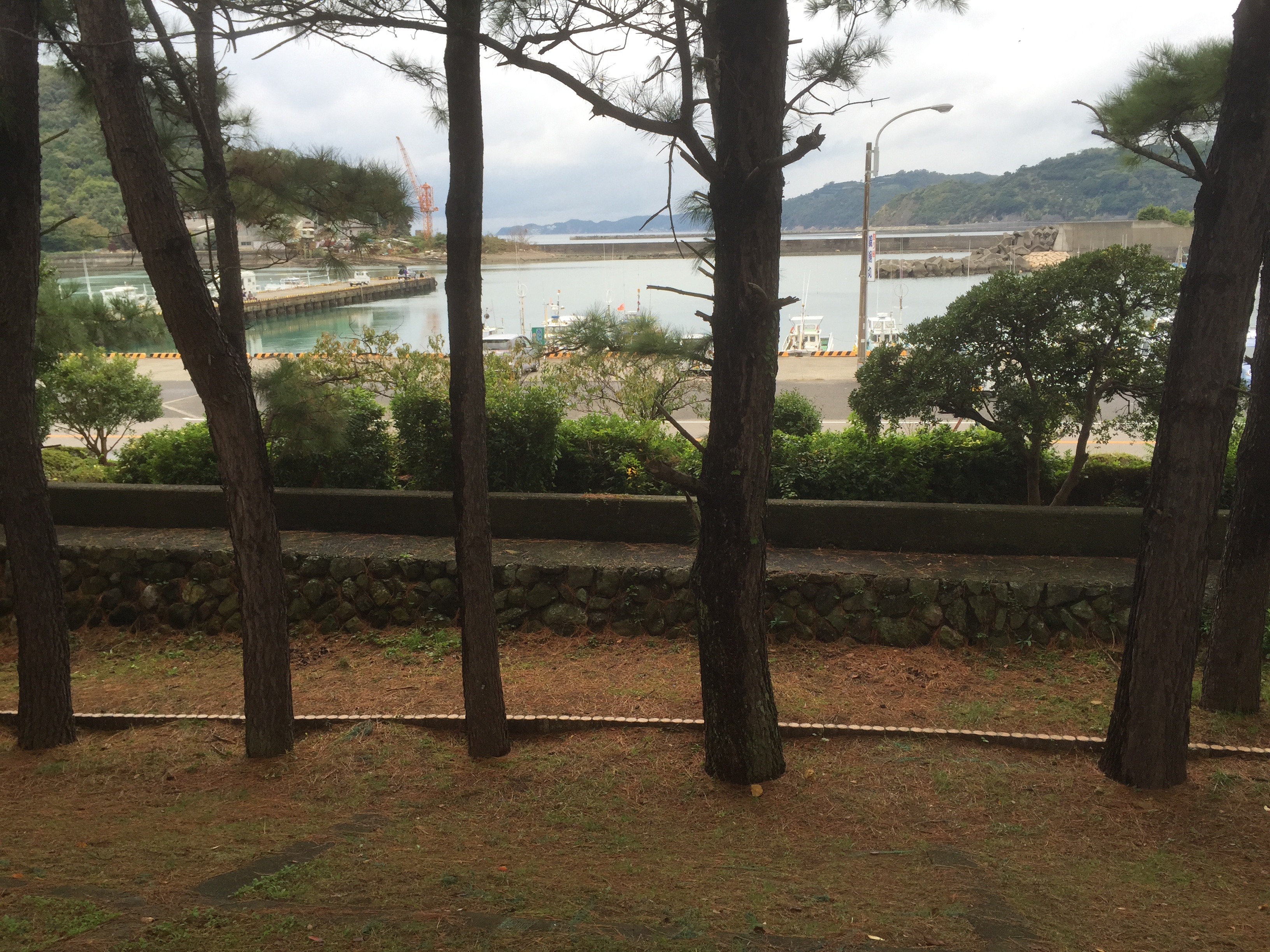
広村堤防と港

### 産業
- 有田みかん
- 漁業
- 三幸金属工業和歌山工場
- 松屋電工

### 日本郵政グループ
- 広川郵便局（広） － ゆうちょ銀行ATMのホリデーサービス実施局（2011年6月現在）
- 津木（つぎ）郵便局（下津木）
- 井関簡易郵便局（井関）
- 広川広簡易郵便局（広）
- 広川西広簡易郵便局（西広）

※広川町内の郵便番号は「643-00xx」（隣の湯浅町と同じ）で、集配業務は湯浅郵便局（有田郡湯浅町湯浅）が担当している。

## 姉妹都市・提携都市

### 姉妹都市
- 長崎県新上五島町（奈良尾）

### その他
- 千葉県銚子市 - 姉妹都市ではないが、ヤマサ醤油七代目当主でもある濱口梧陵のゆかりの地であり、江戸時代前期に銚子外川港を作った紀州広村（現在の広川町）出身の崎山次郎右衛門など、縁が深い。

## 地域

### 教育
- 中学校
  - 広川町立耐久中学校
  - 広川町立津木中学校
- 小学校
  - 広川町立広小学校
  - 広川町立南広小学校
    - 広川町立南広小学校西広分校
    - 広川町立南広小学校井関分校

  - 広川町立津木小学校
- その他
  - 和歌山県立たちばな支援学校

## 交通

### 鉄道路線
町内に駅は西日本旅客鉄道（JR西日本）きのくに線の広川ビーチ駅がある。この駅は無人駅である。
同駅から和歌山駅まで約50分、大阪方面まで特急を乗り継いで約1時間半のところにあるが、駅名のとおり西広海岸の近くにあり、町の市街地エリアから離れているため、一般的に湯浅町にある湯浅駅の方が町民によく利用されている。
- 西日本旅客鉄道
  - 紀勢本線（きのくに線）：（由良町） - 広川ビーチ駅 - （湯浅町）

### 路線バス
- 中紀バス - 湯浅町・広川町・由良町の3町を結ぶ（日祝日全便運休）。
  - 済生会有田病院 - 湯浅町役場 - 湯浅駅 - 広川ビーチ駅 - 唐尾 - 紀伊由良駅
- 御坊南海バス - 湯浅町と広川町南部の山間部を結ぶ（土日祝日全便運休）。
  - 済生会有田病院 - 湯浅駅 - 井関 - 上津木

### 道路
- 自動車専用道路
  - 湯浅御坊道路：広川インターチェンジ - 広川南インターチェンジ
- 一般国道
  - 国道42号（由良バイパス）
- 県道
  - 和歌山県道21号広川川辺線
  - 和歌山県道23号御坊湯浅線
  - 和歌山県道176号井関御坊線
  - 和歌山県道177号南金屋由良線
  - 和歌山県道178号湯浅広港線

## 名所・旧跡・観光スポット・祭事・催事

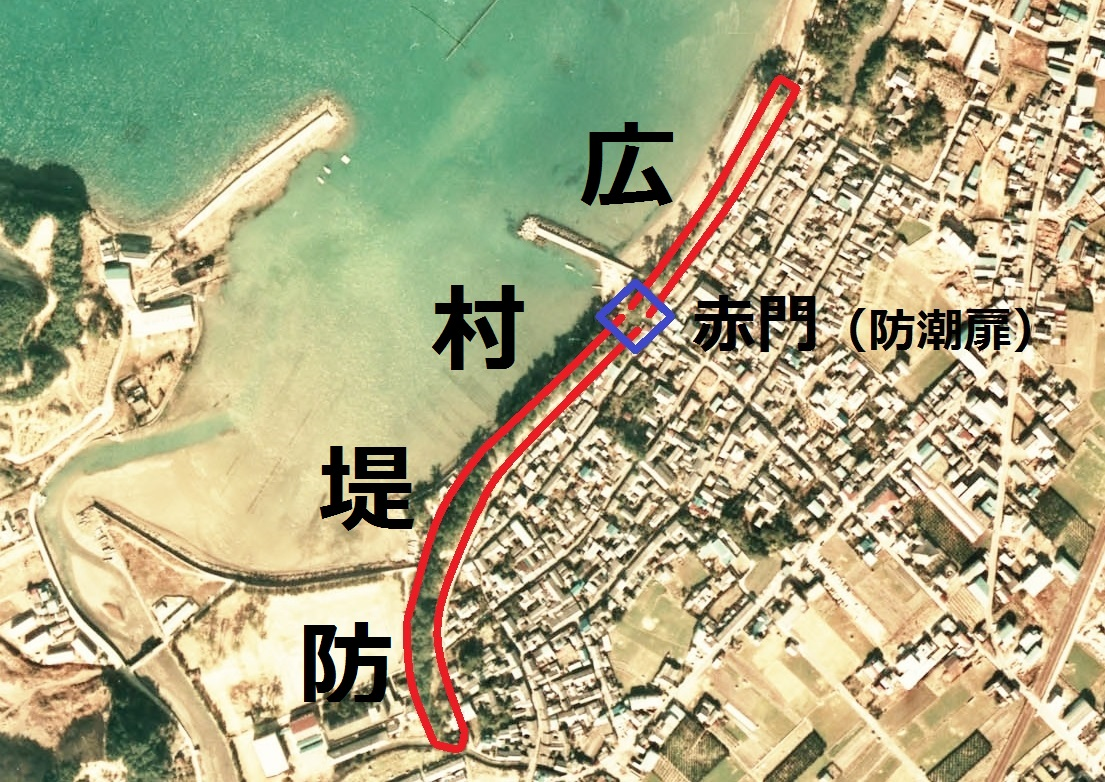
広村堤防付近の空中写真。
。（1974年撮影）

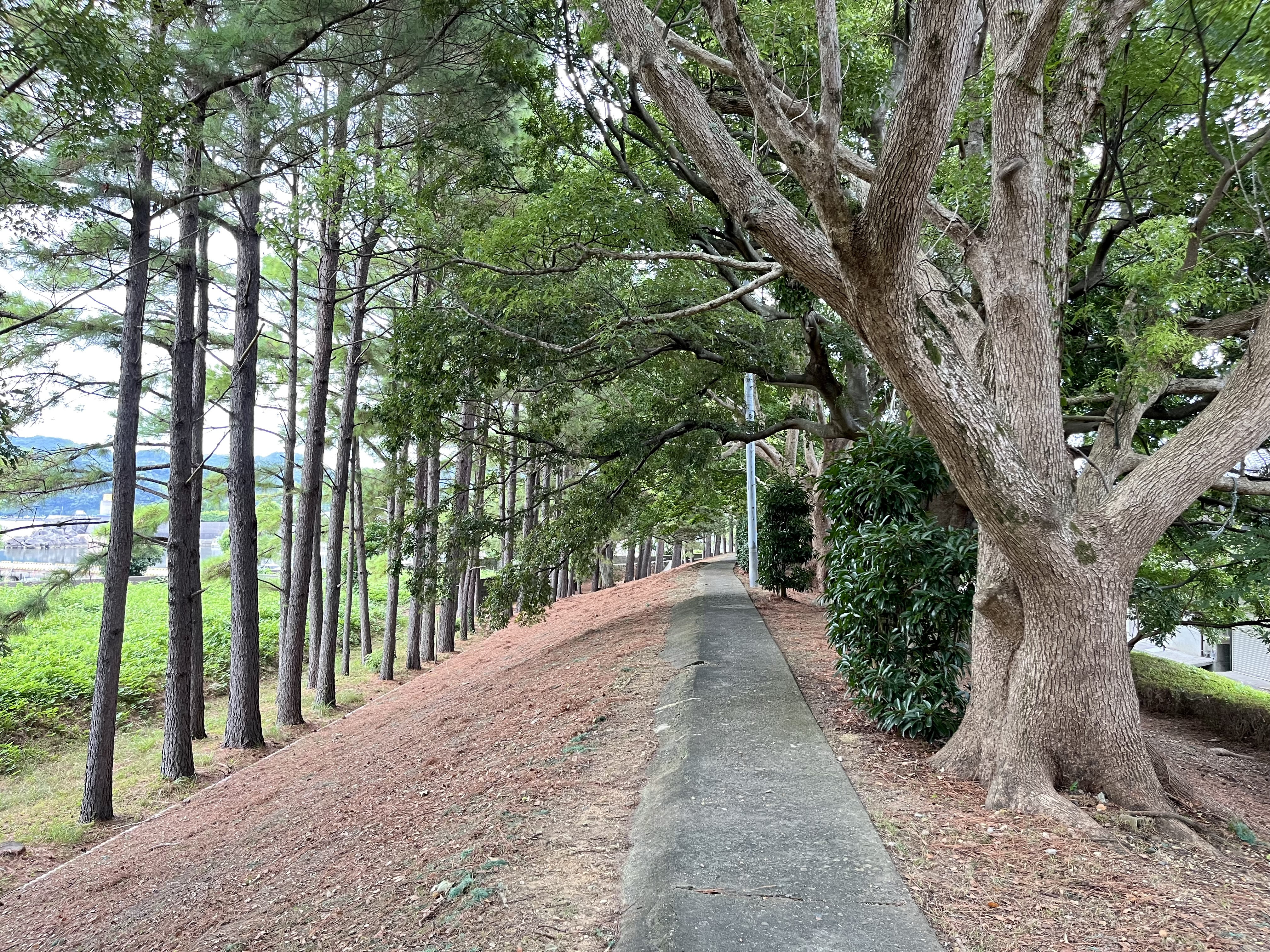
広村堤防

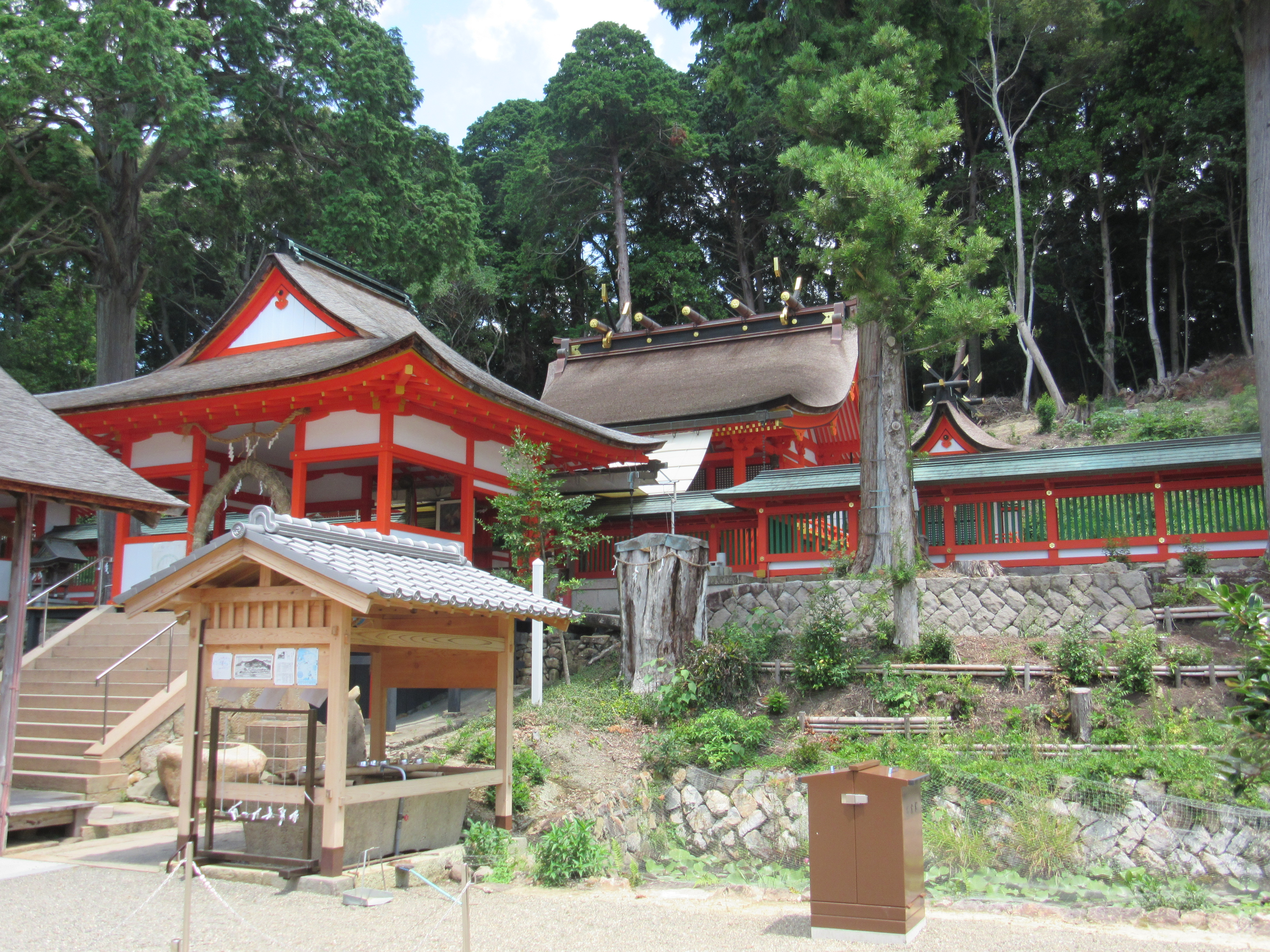
広八幡神社

### 町内施設等
- 稲むらの火の館
- 広川町風力発電所 - 町が管理している風力発電施設。これを含め、町内には4か所の風力発電所がある。
- 滝原温泉ほたるの湯 - 山間部にある温泉施設。初夏（5月下旬～6月上旬頃）には周辺でホタルの乱舞が観賞できる。
- 広川町立ふれあい館 - 地元産品等を販売している物産センター。レストランが併設されている。

### 寺院・神社
- 広八幡神社 - 本殿、拝殿、天神社本殿、若宮社本殿、高良社本殿、楼門、以上いずれも国の重要文化財。
- 法蔵寺（鐘楼） - 国の重要文化財。
- 霊巌寺
- 養源寺

### 観光・娯楽
- 広村堤防 - 濱口梧陵築造。国の史跡。
- 熊野古道 - 九十九王子（津兼王子、河瀬王子、馬留王子）
- 東濱口公園
- 西広海岸 - 遠浅の砂浜であり、夏季は大勢の海水浴客で賑わう。
- 広川ダム -  3月下旬～4月上旬は約1000本のソメイヨシノが咲き乱れる桜の観賞スポットとなっている。
- 東浜口家住宅 - 宝永４年建築の醤油問屋豪商の家で、国の重要文化財[5][6]

### 文化・芸術
- 南紀男山焼

### 祭事・催事
- 津浪祭
- 稲むらの火祭り
- 広川町ふるさとまつり
- 廣八幡神社秋祭り

## 著名な出身者
- 濱口梧陵 - 和歌山県会初代議長、稲むらの火のモデル
- 浜口陽三 - 版画家。
- 西博義 - 公明党衆議院議員・比例近畿ブロック